# Sint-Cunibertuskerk (Diets-Heur)
De Sint-Cunibertuskerk is een kerkgebouw in Diets-Heur in de Belgische gemeente Tongeren in de provincie Limburg. 

## Situering en beschrijving
De kerk ligt op een kerkheuvel aan de straat Kerkberg aan de oostrand van het dorp, met aan de zuidoostkant van de kerk de begraafplaats. De kerk is de parochiekerk van het dorp en gewijd aan de heilige Kunibert van Keulen. 
Het gebouw is een sobere neoclassicistische zaalkerk bestaande uit een ingebouwde westtoren met een ingesnoerde naaldspits, een eenbeukig schip met vier traveeën en een koor met een rechte travee en een vlakke koorsluiting. Tegen de koorsluiting is de sacristie aangebouwd. Het bakstenen gebouw heeft rondboogvensters in baksteen met hardstenen imposten en lekdrempels. De toren heeft rondboogvormige galmgaten met hardstenen booglijst. De westgevel van het gebouw heeft een rondboogportaal met een hardstenen omlijsting. Boven het portaal bevindt zich een nis met een Sint-Jozefbeeld. De oostelijke en zuidelijke gevel hebben een bekleding van kunstleien. Het kerkje wordt gedekt door een zadeldak. De zoldering is vrij vlak en heeft tussen rondboogvormige gordelbogen kruisribgewelven, waarvan de ribben, samen met de bogen, neerkomen op consoles.

## Geschiedenis
Eerder stond er hier mogelijk een romaans gebouw, met hoge plint van silex.
In 1850 werd de huidige kerk gebouwd.
Het orgel van de kerk werd in 2004 als monument beschermd.